# Lin Qingfeng
Lin Qingfeng (n. 26 ianuarie 1989, Xiamen⁠(d), Republica Populară Chineză) este un halterofil ce a reprezentat Republica Populară Chineză, medaliat olimpic. A participat la o ediție a Jocurilor Olimpice (2012) în care a câștigat o medalie de aur.